# Cardo

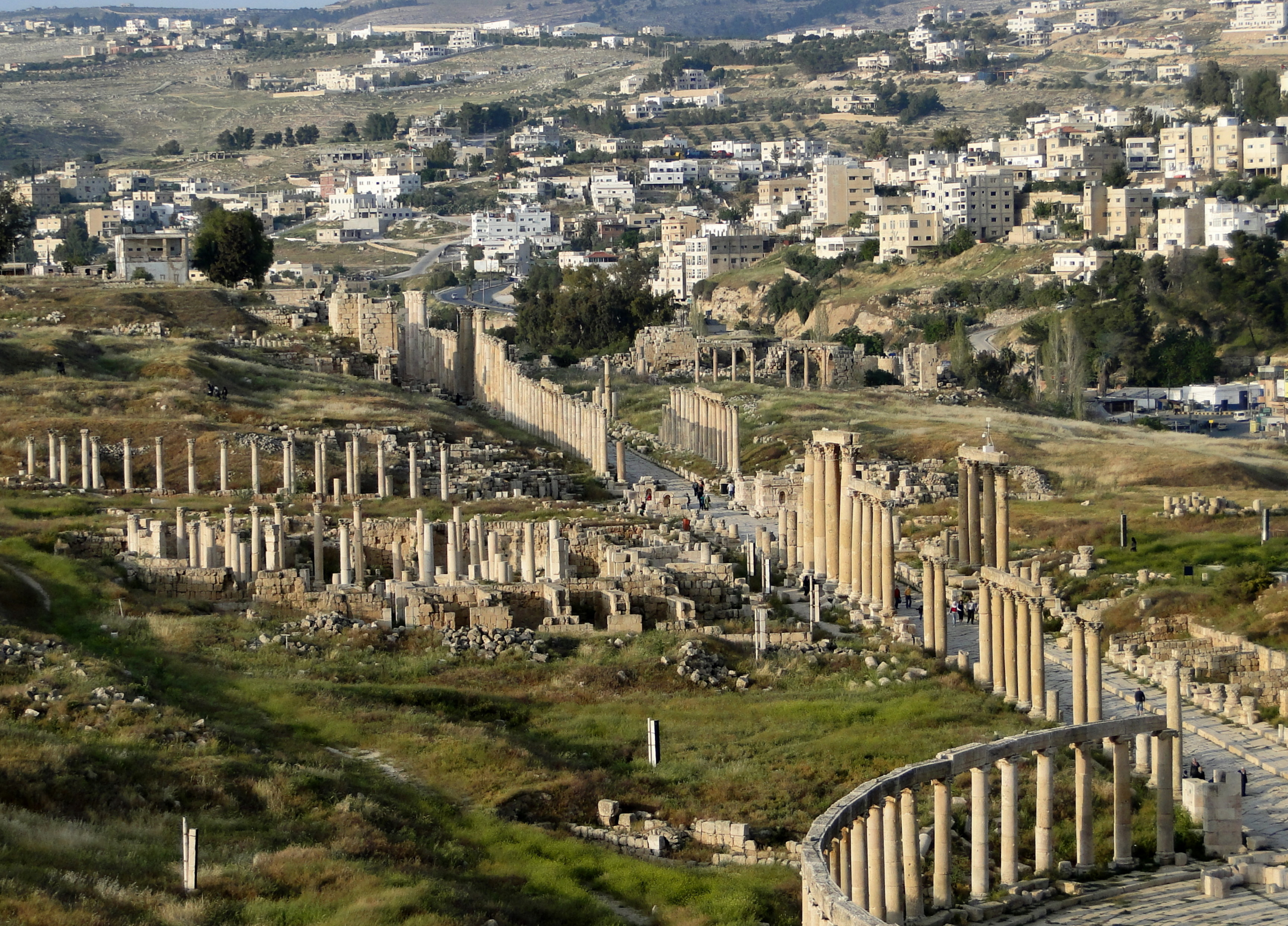
Cardo maximus din Jerash în Iordania.

Cardo este cuvântul latin pentru „pivot” sau pentru „țâțână de ușă”, folosit în termeni de orientare geografică pentru desemnarea axei nord-sud în jurul căreia pare să pivoteze bolta cerească. În schema urbanismului roman de fondare a unui oraș, ieșită din delimitarea etruscă, un cardo este o axă rutieră  nord-sud care structurează orașul. Cardo era una dintre străzile principale din inima vieții economice și sociale a orașului. Din cuvântul cardo provine adjectivul cardinal, „care servește drept pivot”, apoi sintagma „puncte cardinale”.
La intersecția străzilor cardo și decumanus (axa est-vest) dintr-un oraș, se afla, în general, forumul. Când există mai multe axe de același tip într-un oraș, se distinge cea mai importantă, prin denumirea de cardo maximus.